# Bill Gibb
William Elphinstone Gibb, más conocido como Bill Gibb (New Pitsligo, 23 de enero de 1943-Londres, 3 de enero de 1988) fue un diseñador de moda británico. 

## Biografía
Estudió en el Saint Martin's School of Art (1962-1966) y en el Royal College of Art (1966-1968), ambos en Londres. Trabajó tres años en la firma Baccarat antes de establecer su propio negocio. Alcanzó el éxito en los años 1970 sobre todo por sus vestidos de noche, de corte flotante y desbordante imaginación. Trabajó sobre todo con chiffon, pero también confeccionó vestidos de punto, con bordados y aplicaciones. A finales de los 1970 tuvo que cerrar la empresa debido a dificultades económicas, pero continuó diseñando de forma individual, siempre con el exotismo como uno de sus principales signos distintivos. Tenía como emblema una abeja.
Gibb supo aunar la alta costura con la moda hippy de su tiempo, con un aire romántico y gusto por las telas preciosas y los estampados policromados. Sus prendas eran elaboradas a mano en telares, por lo que a la larga resultaron de difícil viabilidad económica. En 1970 ganó el premio Diseñador del Año de Vogue.